# رالف مانهايم
رالف فريدريك مانهايم (4 أبريل 1907-26 سبتمبر 1992) مترجم أمريكي للأدب الألماني والفرنسي، بالإضافة إلى أعمال عرضية من الهولندية والبولندية والمجرية. كان أحد المترجمين الأمريكيين الأكثر شهرة في القرن العشرين، شبَّه الترجمة بالتمثيل، حيث يرى أن المترجم عليه أن «ينتحل شخصية المؤلف».

## نشأته
ولد مانهايم في مدينة نيويورك. عاش لمدة عام في ألمانيا والنمسا، وتخرج من جامعة هارفارد في سن التاسعة عشرة، وأمضى بعض الوقت في ميونيخ وفيينا، قبل صعود أدولف هتلر إلى السلطة. كما أجرى دراسات عليا في جامعتي ييل وكولومبيا.

## حياته المهنية
بدأت حياته المهنية كمترجم، مع كتاب هتلر كفاحي، بتكليف من هوتون ميفلين ونُشر في عام 1943.
ترجم مانهايم أعمال برتولت بريشت (بالتعاون مع جون ويليت) ولويس فرديناند سيلين وغونتر غراس وبيتر هاندكه والفيلسوف مارتن هايدغر وهرمان هيسه ونوفاليس وغيرهم. يمكن اعتبار ترجمته لعمل هنري كوربن وحده مع وحده: الخيال الإبداعي في الصوفية لابن عربي مساهمة كبيرة في فهم فلسفة ابن عربي وفلسفة الصوفية في العالم الناطق باللغة الإنجليزية.

## وفاته
انتقل مانهايم إلى باريس عام 1950 وعاش هناك حتى عام 1985، حيث انتقل مع زوجته الرابعة إلى كامبريدج، وتوفي عام 1992 عن عمر يناهز 85 عامًا، من مضاعفات مرتبطة بسرطان البروستاتا.

## ترجمات مختارة
- كفاحي، لأدولف هتلر
- رحلة إلى آخر الليل، لويس فرديناند سيلين
- طبل الصفيح، غونتر غراس
- قصة بلا نهاية، مايكل إندي
- كنولب، هرمان هيسه
- الأزمة: صفحات من يوميات، هرمان هيسه
- تأملات، هرمان هيسه
- من لينين إلى ستالين، فيكتور سيرج
- حزن يفوق الأحلام، بيتر هاندكه